# Taylor Mead
Taylor Mead (* 31. Dezember 1924 in Grosse Pointe, Michigan; † 8. Mai 2013 in Colorado) war ein US-amerikanischer Experimentalfilmer und Schauspieler. Bekannt wurde Mead durch seine Zusammenarbeit mit Andy Warhol.
Mead stammt aus einer angesehenen Familie. Sein Vater war als Politiker eine der Schlüsselfiguren der Demokratischen Partei in Michigan unter Theodor M. Roosevelt, mit dem er befreundet war. Mit 32 Jahren stieg Taylor Mead aus dem „normalen“ Berufsleben aus – er hatte als Broker bei Merrill Lynch in Detroit gearbeitet. Inspiriert von Jack Kerouacs On the Road und Allen Ginsbergs Howl, trampte er kreuz und quer durch die Vereinigten Staaten. Schon bald schloss Mead Kontakte zur Beatnik-Bewegung und zur Avantgarde-Kunstszene.
Seine Filmkarriere begann er in North Beach (San Francisco) mit Rollen in The Flower Thief von Ron Rice (1960) und Lemon Hearts von Vern Zimmerman. 1963 spielte er zusammen mit Naomi Levine und Dennis Hopper in Tarzan And Jane Regained … Sort Of mit, dem dritten Film von Andy Warhol. Im folgenden Jahr filmte Warhol Taylor Mead’s Ass, eine experimentelle Dokumentation. Danach verließ Mead die Vereinigten Staaten und lebte mehrere Jahre in Europa. Er spielte im Theaterstück Le Désir attrapé par la queue von Pablo Picasso mit, das 1967 in Saint-Tropez uraufgeführt wurde. Im gleichen Jahr sah er in Paris Warhols Chelsea Girls, was für ihn ein entscheidender Grund war, wieder nach New York zurückzukehren.
Er wirkte 1968 als Darsteller in Andy Warhols Film Lonesome Cowboys mit und 2003 in Jim Jarmuschs Film Coffee and Cigarettes. Er trat auch  in Rosa von Praunheims Filmen 50 Jahre rosa Leidenschaften (1972) und Tally Brown, New York (1979) auf. 2005 drehte William A. Kirkley eine vierstündige Dokumentation über den 81-Jährigen, in der Jim Jarmusch, Paul Morrissey, Gerard Malanga und Jonas Mekas zu Wort kommen.